# الگوی طراحی رفتاری
در مهندسی نرم‌افزار، الگوهای طراحی رفتاری آن دسته از الگوهای طراحی هستند که الگوهای ارتباطی مشترک را بین اشیاء شناسایی کرده و آن‌ها را تحقق می‌بخشند. با انجام این کار، این الگوها انعطاف‌پذیری در برقراری این ارتباط را افزایش می‌دهند.